# Deepdale
Deepdale är en fotbollsarena i Preston i England. Arenan är hemmaarena för fotbollsklubben Preston North End, som spelat där sedan 1878.
Arenan öppnades 1875, vilket gör den till en av världens äldsta fotbollsarenor som fortfarande är i bruk.
Deepdale har en kapacitet på 23 404 åskådare.
Arenan var en av fem arenor som stod värd för Europamästerskapet i fotboll för damer 2005.
Arenan rymde mellan 2001 och 2010 det nationella fotbollsmuseet.